# Municipio de Washington (condado de Crawford, Kansas)
El municipio de Washington (en inglés: Washington Township) es un municipio ubicado en el condado de Crawford en el estado estadounidense de Kansas. En el año 2010 tenía una población de 3501 habitantes y una densidad poblacional de 22,72 personas por km².

## Geografía
El municipio de Washington se encuentra ubicado en las coordenadas 37°30′27″N 94°41′38″O / 37.50750, -94.69389. Según la Oficina del Censo de los Estados Unidos, el municipio tiene una superficie total de 154.06 km², de la cual 151,17 km² corresponden a tierra firme y (1,88 %) 2,9 km² es agua.

## Demografía
Según el censo de 2010, había 3501 personas residiendo en el municipio de Washington. La densidad de población era de 22,72 hab./km². De los 3501 habitantes, el municipio de Washington estaba compuesto por el 96,4 % blancos, el 0,51 % eran afroamericanos, el 1,14 % eran amerindios, el 0,11 % eran asiáticos, el 0,51 % eran de otras razas y el 1,31 % eran de una mezcla de razas. Del total de la población el 1,94 % eran hispanos o latinos de cualquier raza.